# 하야시바라 메구미
하야시바라 메구미(일본어: 林原 めぐみ, 1967년 3월 30일~)는 일본의 성우이자 가수이다. 도쿄도 기타구 출신이다.

## 인물
- 할아버지가 판사, 부모님은 두 분 다 도쿄대 졸업, 오빠가 의사인 집안의 막내딸이다.
- 간호대학을 졸업한 간호사 출신 성우로, 간호대학에 진학하게 된 계기는 아버지의 병 때문이라고 한다.
- 성우를 한다고 했을 때 집안 사람들의 반대가 매우 심해서 간호대를 졸업하고 간호사 면허를 따는 조건으로 허락을 받았다고 한다. 때문에 대학교를 다니며 성우 활동을 병행했는데, 선배 성우들이 간호사인 애가 있다며 굉장히 신기해했다고 한다.
- 후회는 잘 하지 않는 성격이다. 가장 싫어하는 말은 다이어트. 먹고 싶은 건 잔뜩 먹고 자고 싶으면 잔뜩 자야한다는 것이 그녀의 인생관이다.
- 물건을 잘 잃어버리며 일과 관련되지 않으면 기억력도 그리 좋지 않다고 한다. 하지만 어떠한 일에나 최선을 다하며 작은 일에서도 인생의 교훈을 받는 점은 그녀의 가장 큰 장점으로 꼽힌다.
- 상당히 말을 직설적으로 하는 타입으로 특히 규정을 어기는 사람 등에게는 깐깐하게 주의를 주는 것으로 유명하다. 팬들에게도 예외는 없으며 라디오를 통해 엽서를 보낸 팬을 꾸짖어 사과를 받아낸 적도 있다. 덕분에 그녀에 대한 평가는 호불호가 극명하게 갈린다.
- 요리는 잘하는 편이며 레코딩이 끝나고 마음이 맞으면 즉석에서 자신의 집으로 초대하는 일도 다반사라고 한다.
- 여행을 좋아하며 종종 '어딘가로 떠나고 싶다'라는 마음을 먹음과 동시에 비행기 티켓을 알아보는 적극성을 발휘하기도 한다. 새해를 해외에서 맞이하거나 하와이에 다녀오거나 여러 가지 에피소드가 존재한다.
- 먹을 것에 대한 집착이 상당히 강하며 술이 세다. 호리에 유이의 라디오에서 "아침과 저녁의 몸무게가 1kg이나 차이가 나요!"라며 식탐에 대해 해명했지만 호리에 유이의 말에 의하면 "먹을 걸로 상당한 전설을 남기셨는데". 성우들 사이에서도 유명한 일인 듯하다.
- 하야시바라 메구미가 가장 무서워하는 선배 성우가 혼다 치에코인데 146cm에 유순해보이는 외모와는 달리 후배들에게 있어선 공포의 대상이라고 한다. 초창기 때 혼다 치에코한테 엄청난 질책과 지도를 (거의 폭언에 가까울 정도로) 받았고 성우로써 개안하는데 큰 역할을 했지만 본인이 이후에도 무서운 선배 1위로 꼽을 정도다. 여행지에서 티비를 틀었는데 혼다 치에코의 목소리가 나와 무서웠다고 말한 적도 있다.
- 하야시바라 메구미 역시 깐깐한 선배로 유명하다. 후배 남자 성우들조차도 무서워할 정도인데 실제로 피폭을 당한 남자 성우가 타카기 와타루다. 잦은 지각으로 녹화가 늦어지자 참다 못한 하야시바라 메구미가 인사하는 타카기에게 "넌 앉지 마!" 라며 대본 뭉치를 뿌려버리고 밀치는 일이 있었는데 그 후 타카기 와타루는 거의 지각을 하지 않았다고 한다. 나이는 한 살 적지만 성우로써는 엄연히 선배이고 선배로써 확실하게 본 때를 보인 셈인데 이때 타카기 와타루가 거의 공포에 떨었을 정도라는 후일담도 있다.
- 한 번은 인터넷에 자신의 이름을 쳐봤으나 우르르 올라오는 검색 결과들을 보며 창을 닫았다고 한다. 참고로 기계는 서투른 편. 자신이 '기계의 신'이라고 부르는 타카야마 미나미의 도움을 언제나 받는다고 한다. 자타공인 기계치인 호리에 유이에게도 그녀를 소개함.
- 자신과 관련된 물건이 옥션 등을 통해 팔리는 것이 제일 싫다고 한다. 그래서인지 싸인을 할 때는 반드시 이름을 기재한다.
- 가장 좋아하는 캐릭터는 스누피.
- 남편과는 5년 된 친구였다고 한다. 자신의 생일인 3월 30일에 혼인 신고를 하고, 그 다음 날인 4월 1일에 [하야시바라 메구미의 Tokyo Boogie Night]의 300회 기념 공개 녹음에서 웨딩 드레스를 입고 나타나 공표했다. 그 다음 날 신문에 그녀의 결혼에 관한 기사들이 실렸다.
- 가장 좋아하는 장소는 '고베', 공개 녹음을 비롯해 이벤트 대부분을 고베에서 하는 덕분에 팬들에게 고베는 '성지'라 불린다.
- 가장 신기했던 일로 식당에서 밥을 먹고 나오는데, 누군가가 "혹시 하야시바라 씨 아니신가요?"라고 질문했던 것을 꼽았다. 그녀가 한 말은 고작 '잘 먹었습니다' 한 마디었다고 한다.
- 사교성이 좋지 않다고 스스로는 말하지만 전혀 그렇지 않다. 성우를 비롯 작사가, 작곡가, 소설가 등 다방면으로 많은 친분을 가지고 있으나 낯가림이 심하다고 홀로 극구 주장하고 있다.

## 성우 활동
- 1990년대 초, 중반에 분 "제 3차 성우 붐" 시대에 등장한 성우 중 정점을 차지하는 존재로, 애니메이션 잡지 아니메쥬에서 매년 선정하는 각 부문별 시상식인 '아니메쥬 그랑프리'의 성우 부분을 통산 12회 수상, 각 성우 전문지의 "올해의 성우상" 다수 수상, 일본 방송 협회 성우 대상 등 다수의 상을 획득하는 등 성우계의 전설로 자리잡았다.
- 죠시세이가쿠인 고등부를 졸업한 후 동경부립 토요시마 간호부 학원을 다니면서 아트비젼 직속의 '일본 내레이션 연기 연구소'를 다니며 성우 수업을 받았다.
- 성우 프로덕션에 지원서를 내게 된 계기는, 위의 간호사 학교에 원서를 내러 갔을 때, 너무나도 쌀쌀맞고 냉정한 접수원의 태도에 화가 나서, 책방에 들려 책을 보며 화를 풀던 중 우연히 눈에 띄인 '일본 내레이션 연기 연구소 무료 수강생 모집 공고'를 보고는 분위기 탄 채로 바로 접수해 버린 것. 본인의 증언에 따르면, 성우 양성소 합격이 먼저 였는데, 합격 통지서가 날아왔을 때에는 "..... 뭐였지 이거??"라고 오히려 당황을 했었다는 듯.
- 성우 양성소에 면접을 보러 갔을 때, 우연히 지나가다 보인 좌판에서 구입한 귤을 심사위원들에게 하나씩 돌리는 강심장을 발휘, 강렬한 인상을 남겼다. 그러나 정작 본인은 그런 일이 있었는지 기억을 못하고 있으며, 이러한 사실도 그녀의 첫 만화 에세이 '내일이 있어'의 제작 시에 당시 심사위원이었던 사람의 증언에 의해 밝혀졌다. 하야시바라 본인은 "기억은 안나는데... 아마도 그때의 나라면 그런 짓을 했을지도 모르겠다"였다.
- 1986년 타카하시 루미코 원작의 '메존일각'에서 유치원생 A로 데뷔 (하야시바라 본인의 증언으로는 '가야-실내나 길거리 등에서 지나가는 사람 등이 떠드는 소리-를 먼저 녹음했지만, 배역을 맡아서 했던 대사는 유치원생 A의 대사가 최초), 당시의 대사는 "뭐야 저 개는?"이란 대사였는데, 첫 녹음인데다 당시 함께 녹음에 참여했던 성우들이 워낙 대선배들뿐이라 긴장한 나머지 몇 번씩이나 NG를 내버렸다고.
- 성우 생활 초창기에는 주목을 받질 못했었다. 단역을 꽤 오래했고 당시에는 선배들에게 이리저리 깨지고 혼나는 상황의 연속이었다고 한다. 오죽하면 성우도 아니라는 악평까지 들을 정도였는데 하야시바라 메구미는 그걸 잠도 안 자면서 인간이길 포기할 정도로 연습에 매진했다.
- 타카하시 루미코 원작의 '란마 1/2' 오디션 때는 원래 텐도 아카네 역을 메인으로 응모했었으나, 사무소를 통해 "란마 역으로 배정됐다"는 연락을 받고 당황, 정확한 언급이 없었기 때문에 남자 란마의 연기를 연습했었지만 결국 여자 란마로 결정되어 연습을 처음부터 다시 했었다고 한다. 또 이 당시의 캐릭터 송인 '꿈의 풍선'을 녹음할 때는, 노래는 잘 못하는 걸로 설정된 란마의 캐릭터에 맞춰 일부러 음치스럽게 노래를 부르는 바람에, 당시의 매니저가 "이러다가 팬들이 '하야시바라는 진짜 음치'라고 생각하게 되는 거 아닐까?"라고 걱정이 태산이었다고 (하지만 당시 란마 출연 성우 중 상당 수가 일부러 음치 연기를 했던 경우는 상당히 많았기 때문에 별 피해는 없었다고 한다)
- 란마 때와 마찬가지로 하야시바라가 에반게리온에 아스카 역으로 응모했었으나 떨어진 이야기 역시 유명하다. 재밌는 것은 아스카 역으로 배정된 것은 미야무라 유코인데, 미야무라 역시 처음에는 레이 역으로 응모했었다고 한다. 나중에 캐스팅이 되고 나서 처음부터 레이의 캐릭터는 하야시바라의 목소리에서 영감을 받았다는 것을 들었다고 한다.
- TV나 일반 잡지 등의 언론 매체 노출은 극도로 꺼려한다. 이것은 연륜있는 성우들이 보통 가지고 있는 "성우란 직업은 무대 뒤에서 캐릭터의 목소리를 담당함으로써 어린 아이들에게 살아있는 캐릭터를 느끼게 해 주는 것이 일이다. 그러므로 성우가 앞에 나서서 그런 아이들의 꿈을 깨뜨리는 일을 해서는 안 된다"라는 생각 때문이지만 그럼에도 성우 중에선 일반 TV 방송 등에 상당히 자주 얼굴을 내민 편에 속하는 성우로도 유명하다. 이것은, "비록 내가 뭐 잘난 사람은 아니지만, 내가 나가서 성우란 직업의 이미지를 높여 성우에 대한 인식이 좋아진다면, 나 하나쯤 손해보는 거야 문제될 게 없다"라는 생각 때문이기도 하다고.
- 동료 성우에게 '각하'라는 칭호를 선물받았다. 야마쿠치 캇페이와 함께 특 S 등급으로 분류되기도 한다.'이타코 성우'라는 별명도 있다. 히트작 중 하나인 샤먼킹의 '안나'역이 이타코인 데에서 유래된 것으로 보이는데, 그 정도로 캐릭터에 대한 몰입도가 뛰어나다고 한다. 본인의 말에 의하면 역할에 피곤할 정도로 빠져서 (선후배 관계가 엄한 성우 세계임에도) 작품 내에서 본인의 캐릭터와 대립된다면 그 캐릭터의 성우는 선배라도 인사도 하기 싫어질 정도라고 한다.
- '스타 차일드' 소속 성우였으나 돌연 뛰쳐나와 개인 회사를 만들었다. 인기가 많아지자 소속사와 갈등이 생겼을 거라는 등의 소문들이 무성했으나 본인이 '질렸기 때문'이라고 말했다. 그래도 공식 홈페이지 유지나 입었던 의상들의 보관 등 스타 차일드와의 관계는 원만하게 유지 중. 다만, 개인 회사인만큼 스케줄은 스스로 관리하기 때문에 이벤트나 라이브에는 일절 참여하지 않는다. 스타 차일드 소속이었을 때는 드물지만 나타났던 것과는 달라진 모습. 또 스케줄이 급격히 줄어든 것도 이 때가 기준이다.
- 애니메이션이 끝나는 걸 [캐릭터가 잠들다]라고 표현한다. 우연인지 아닌지는 몰라도 '아쉽다'고 생각하거나 '어디선가 이어지고 있을 것 같다'는 느낌을 받을 때가 있는데 대체로 그런 경우 후속이 이어진다고 책에서 밝혔다. (어떻게든 될 거야 中)
- 2008년까지 281여개의 작품에 참여하여 최다 출연 성우의 순위에서 6위를 차지하고 있다. 전성기 시절 월요일부터 토요일까지 매주 애니의 레귤러가 있었고, 거기에 키티와 관련된 다양한 녹음(뮤지컬 공연, cm, 수록곡, 극장판 등등)도 참여했다. 라디오가 3개에 내레이션이 있었어서 총 11개의 스케줄이 기본이었다고 본인이 증언하고 있다.
- 결혼 뒤 아이를 낳고 육아를 시작하면서, 정말로 성우 일을 그만둬야하나 하고 심각하게 고민하던 시기가 있었다고 밝혔다. 그런 마음을 고쳐먹게 해준 건 꾸준하게 레귤러로 일하고 있는 '명탐정 코난'과 '포켓 몬스터'라고.
- 육아 때문에 일을 좀 줄이겠다고 선언한 뒤 적극적인 애니메이션 출연은 자제하고 있다고. 그럼에도 "이 작품에는 하야시바라 씨가 꼭 필요하다"라고 적극적인 오퍼가 들어오는 경우에는 받아들이고 있는데, 일반적으로 오디션을 통해 작품에 투입되는 일본 성우계에서는 이렇게 오퍼를 기다리는 형식의 성우는 매우 특이한 존재다. 현재 은퇴했다는 오해를 많이 받고있지만 그럼에도 매년 5~6편의 작품에는 꼬박꼬박 출연중이며, 2006년도의 극장판 애니메이션 '파프리카'의 경우엔 제 63회 베니스 영화제, 그리고 제 19회 도쿄 국제 영화제  등에 출품되기도 했다. 뉴스나 다큐멘터리,CM 등의 내레이션이나 코난이나 포켓몬, 키티의 고정 출연 등으로 여전히 활발한 활동을 펼치고 있다.

## 가수 활동
- 성우임과 동시에 킹 레코드, 스타 차일드 소속 가수이기도 하다. 소속사 이외의 레코드 회사의 음반에 출연할 때는 본인 명의가 빠져있는 경우도 있다고. 어쨌든, 주로 스타 차일드 계열의 애니메이션의 주제가 또는 캐릭터 송을 주로 음반으로 발표했는데, 이러한 곡들 중에는 작중 이미지를 통해 자신의 노래를 들어주는 팬들(특히 중고교생)에게 전하는 메시지가 포함되는 경우가 상당히 많다고.
- 카라시마 미도리, 나가노 시이나(TWO-MIX의 멤버), 오카자키 리츠코(러브 히나 주제가 '사쿠라사쿠'등을 작곡한 작곡가)등에게 곡을 받았으며, 후루모토 신노스케, 타카하시 고우, 오쿠이 마사미 등과 함께 듀엣으로 노래를 부른 적도 있다.
- 자신의 싱글 [Northen Light]는 성우로선 최초로 오리콘 위클리 싱글 차트 3위에 입성. 또 앨범 [Bertemu] 역시 위클리 앨범 차트 3위를 달성. 이후 사카모토 마야, 미즈키 나나 등에 의해 기록이 경신되기 전까지 성우계 최고 기록을 보유하고 있었다. 하지만, 두 기록이 갱신된 이후로도 "성우 음반 최다 판매량"과 "성우 최다 랭크인 횟수"의 기록은 아직까지 깨지지 않은 최고 기록으로 보유 중.
- 성우계 전체를 통틀어서도 얼마 되지 않는 작사, 작곡이 모두 가능한 몇 안 되는 멤버 중 한 명 (시라토리 유리, 이노우에 키쿠코 등이 작사-작곡이 모두 가능하고, 히사카와 아야, 코우다 마리코 등이 작사가 가능하다고). 직접 작곡한 곡은 아직 한 곡뿐이지만, 작사가로선 상당한 능력을 발휘해서 자신의 노래만이 아니라 후배인 호리에 유이, 호시 소이치로 등에게 가사를 제공한 적도 있을 정도.
- 하야시바라가 처음 음반을 내던 당시에는, 성우 개인의 명의로서 음반을 발매하거나 하는 경우는 거의 없던 시절로 (전설적인 멤버들이 모인 슬랩 스틱 - 카미야 아키라, 소카베 카즈유키, 후루야 토오루, 후루카와 토시오 등이 모인 그룹. 란마1/2에 등장했던 성우 중 몇 명이 모여 만든 바나나 플리터즈 - 히타카 노리코, 야마데라 코이치, 세키 토시히코의 3명이 만든 그룹 - 등 몇몇 예외도 있지만 전체적으로는 "성우의 음반"으로서의 출시는 거의 없던 것이 사실), 하야시바라 메구미의 음악계 진출의 성공 이후 카사하라 히로코, 코우다 마리코, 히사카와 아야 등 뒤를 받쳐주던 성우들의 성공이 이어져 현재처럼 여성 성우들이 적극적으로 가수 활동을 하는 계기가 만들어졌다고 평가되고 있다. 덕분에 "메구 쨩은 업계 내에서 '성우계의 미소라 히바리 (전설적인 엔카 가수. '국민 영예 상'을 수상한 경력이 있으며, 지금도 노래 잘하는 여성 가수로 가장 먼저 떠오르는 사람을 꼽으라면 미소라 히바리를 꼽는 사람이 많을 정도로 후대에도 큰 영향을 끼친 대 가수. 1989년 사망)'라고 불린다"라고 오쿠이 마사미가 증언할 정도.
- 원래 하야시바라가 가수 활동을 시작하던 1980년대 후반은 성우들의 가수 활동은 거의 이뤄지지도 않았고, 또 그다지 필요성도 느껴지지 않았던 데다, 지금과는 달리 성우 양성소에 음악 관련 레슨이 끼어있지 않아 제대로 된 음악 교육을 받은 적이 없던 하야시바라 본인은 가수 활동엔 그다지 적극적이지 않았는데, 당시 킹 레코드의 하야시바라 메구미 담당이던 오오즈키 프로듀서의 적극적인 설득으로 가수 활동을 개시. 그럼에도 아직까지 가수로서의 자신의 모습은 어색한 듯 "TV의 음악 관련 방송에서 내 노래가 순위에 올라간 걸 봐도 그다지 감흥이 없더라"라고 증언. 이러한 심경에, 본인이 제대로 된 교육을 받은 적도 없고 또 콘서트를 풀로 소화해 낼 체력도 없다는 이유 등을 들어 라이브 콘서트를 거의 열지 않는 것으로도 유명. 하지만 자신이 담당하고 있는 "하트풀 스테이션"이나 "도쿄 부기 나이트" 등의 특별 이벤트 등에서는 몇 곡 정도이긴 하나 직접 노래를 부르기도 하기 때문에, 팬들에게는 사실상 이러한 이벤트가 하야시바라 메구미의 라이브 콘서트로 인식되고 있다.
- 슬레이어즈 관련 이벤트에서 주제가를 부르던 하야시바라 메구미의 파트에 오쿠이 마사미가 깜짝 게스트로 난입해 온 것에 대한 보복(?)으로 오쿠이 마사미의 이벤트에 쳐들어가 함께 듀엣곡을 부른 적도 있는 등, 의외로 깜짝 게스트 형식으로 다른 콘서트에 등장하는 경우가 가끔 있다고.
- 1년에 2~3번 정도 산리오의 [헬로 키티 페스티벌] 등에서 키티 관련 노래가 흘러나오곤 하는데, 음반 회사와의 계약상 이러한 곡의 목록 등에선 하야시바라 메구미의 이름은 빠져있다고 (하야시바라 메구미는 '키티' 역 성우로 노래도 몇 곡인가 부른 상태). 또 이러한 계약상의 문제 때문인지, 본인이 키티의 성우라는 것은 적극 부정하며, 키티의 목소리 더빙 등을 할 때도 다른 곳에선 "키티 쨩과 친구라서 함께 놀다 왔다"라거나 "하얀 고양이와 관련된 일을 하고 왔다"라는 식으로 돌려서 말한다고.
- 아마도 하야시바라 메구미 최후의 무대 라이브라고 추측되는 [스타 차일드 드림 인 코베]에서는 거의 메인이나 다름없는 위치에 있었음에도 불구하고 후배 호리에 유이와 함께 '사쿠라사쿠', 그리고 솔로로 '마케나이데, 마케나이데..'를 부른 것이 전부. 하지만, 이후 "임신 상태였기 때문에 오랫동안 격한 노래를 부를 수는 없었다"라고 판명.
- 2000년도판 '교육 출판사 판 초등학교 4학년 음악 교과서'에 BLUE SEED의 캐릭터 송(주인공 모미지 역)인 '축제의 노래'가 채용되었다.
- 故 오카자키 리츠코의 노래를 많이 리메이크했다. 그녀의 노래를 잊혀지게 하고 싶지 않다고.
- 전집을 동요로 채운 동요 앨범을 발표했다. 주변에서는 많이 만류하는 분위기였다고 본인도 웃으며 말했다. 주니어에게 엄마가 없을 때도 들려주고 싶은 마음도 있었고, 하야시바라 가에서 전해 내려오는 동요를 녹음하고 싶기도 했다고 했다. 무엇보다 함께 나이를 먹어간 팬들 중에는 같은 아기 엄마들도 있고, 엽서를 종종 받는데 그들을 위한 마음도 있다고 라디오에서 코멘트를 했다.
- 10여년 만에 베스트 앨범을 발표했다. 곡의 내용보다도 재킷 사진이 화제가 되었다. 엽서를 통한 팬들의 반응은 "누구?"였다고. 유명한 사진 작가와의 콜라보로 기사도 났지만 그 사진 작가는 하야시바라가 누구인지 잘 모르는 상태로 찍었다고.

## 라디오 활동
- 본인이 맡고 있는 [하야시바라 메구미의 하트풀 스테이션]과 [하야시바라 메구미의 도쿄 부기 나이트]는 둘 다 10년 이상 이어져온 장수 방송으로, 이 방송의 팬들 중에서 서로 만나 결혼한 사람들까지 나왔을 정도다. (2009년에는 두 방송 다 900회가 넘었다. 2011년엔 두 방송 다 1000회를 넘겼다.) 이렇게 오랫동안 장수하며 인기 방송으로 자리잡은 덕에 TBS로부터 그 공적은 인정받아 골든 디스크 상을 수상한 경력도 있다.
- 라디오에 애착이 많아서 주변에 계속 라디오를 하고 싶다고 소문을 내고 다녔다고 한다. 그걸 들은 히다카 노리코가 일단 성우 일부터 열심히 한다면 언젠가 하게 될 것 이라고 조언했다. 결국 본인이 염원하던 라디오 퍼스널리티를 시작하게 되었다. 성우가 개인의 이름을 내걸고 라디오를 시작한 것은 하야시바라 메구미가 처음. 여담이지만 초기에 라디오를 하러 갔다가 '아트 비전'이라는 소속사 이름 때문에 뭐하는 사람이냐는 질문을 많이 받았다고 한다.
- 1화부터 대본은 받지 않고 진행했다. 1000회 돌파 기념으로 1회 대본이 공개되었는데, 차례만 적혀있었을 뿐 나머지는 그때그때 하야시바라가 해결한 것으로 확인. 엽서를 일일이 다 읽고 엽서 선택부터 차례까지 전부 혼자 하기 때문에 작가는 블로그 운영이 전부라는 소문. 게스트도 그녀가 직접 초대하는 일이 다반사라 사실상 혼자 다해먹는 셈이다. 스태프들도 몇 번이나 바뀌어서 1화부터 자리를 지키고 있는 사람은 하야시바라 메구미가 유일해, 그녀의 존재 자체가 라디오의 장수 비결일 지도 모른다.
- 또한 목의 상태나 컨디션 등으로 개인 콘서트를 열지 않는 것으로 유명한데 라디오가 100회가 지날 때마다 기념 공개 녹음을 열어 라이브를 하는 것으로 대체하고 있다. 육아와 성우 일을 동시에 하고 있기 때문에 그녀를 직접 볼 수 있거나, 그녀의 라이브를 들을 수 있는 유일한 기회로 이 공개 녹음을 꼽기도 한다.
- 공개 녹음은 참가를 희망한 사람들의 엽서를 무작위로 채택한다. '가능한 금전적 부담은 주고 싶지 않다'는 하야시바라의 의견에 따라 무료. 하트풀 스테이션 1000회 공개 녹음에서 '무려 1000통의 엽서를 보낸 사람'의 에피소드를 소개했다. 결국은 당첨되지 못했다고. 대신 공개 녹음 첫 엽서로 읽고, 따로 감사의 선물을 보내겠다는 코멘트를 남겼다. 매번 공개 녹음에는 자잘한 에피소드가 발생하는데, 정확한 신청자 수나 확률 등 자세한 사항은 알려지지 않고 있다.
- 라디오 진행을 하면서 목표가 있다면 언제 어느 때 잊어버렸더라도 언제든 돌아올 수 있는, 항상 그 자리에 있는 곳이 되고 싶다고. 그래서인가 '처음 듣게 되었다', '오랜만에 들었다' 등의 내용이 많이 소개되는 편이다. 팬들 사이에서는 그러한 내용으로 보내는 것이 하나의 수법으로 유명.
- 사생활을 라디오에서 발표하는 것으로 유명하다. (도쿄 부기 나이트 공개 녹음장에서는 갑자기 웨딩 드레스 차림으로 등장, 결혼한 것을 밝히기도 했고, 하트풀 스테이션에서는 임신 사실을 고백하기도 하는 등 다양하게 이용.) 결혼이나 임신 등을 라디오에 발표하면 어김없이 신문에도 실린다고 한다. 참고로 샤먼킹의 원작자인 타케이 히로유키가 종료 직후에 라디오 프로그램 〈하야시바라 메구미의 Tokyo Boogie Night〉에 편지를 보내, 연재 종료가 본의에 의한 것이 아니라는 뜻을 전했다.
- 현재 외동딸이 있는데 딸의 이름은 절대 밝히지 않고 '주니어' 라고만 부른다. 마찬가지로 남편은 '파트너'. 특유의 건망증 때문인지 그녀의 이상형은 '자신의 행동에 놀라지 않는 사람'이었는데 라디오에서 종종 듣는 남편과 관련된 에피소드들을 들으면 놀라긴커녕 혼난다는 모양이다. 덧붙여 7살이 된 딸에게도 아직 자신이 성우라고 밝히지 않았다고 한다. (2010년 생일 기념 라디오) 그럼에도 포켓몬과 관련된 굿즈를 사두는 등 알게 모르게 영향은 받고 있는 모양.
- 성우계에서도 무서운 선배로 통하기 때문에 첫 출연하는 후배들은 눈에 띄게 긴장하는 편이다. Alice 5의 전 멤버였던 타카하시 치아키에게 "웃기지마!"라고 버럭 소리친 적이 있는데 타카하시는 오히려 기뻐했다. 참고로 하야시바라 앞에서 호리에 유이의 말버릇은 무조건 '죄송합니다' 히다카 노리코, 카와무라 마리아, 호리에 유이, 타카야마 미나미, 사사키 노조무, 미즈키 나나 등과 친하며 이들도 종종 그녀의 라디오에 게스트로 출연하곤 한다.
- 게스트가 매주 오는 것이 아니고, 몇 주에 한 번 등 드물게 초대하는데, 그 중에서도 호리에 유이의 출연 횟수는 '또 왔다!'고 인사할 정도로 남다르다. '스키야키를 사줄 정도'로 친한 두 사람이지만, 알고 지낸 횟수에 비해 아직도 하야시바라 메구미 앞에서 떤다고. '상냥하지만 어딘가 무섭다'고 해명, 처음에는 언제쯤 편히 대해줄까 기대하는 모습의 하야시바라였으나 언젠가부터 본인 앞에서 긴장하는 호리에 유이를 즐기기 시작했다. 자신의 앨범 제작 도중 '이 곡(낙원의 06번 트랙 戀ごころ)은 유이에게 딱이다'라고 생각, 작사했지만 프로듀서에게 '호리에 씨라면 무서워할 것 같으니 나의 존재는 말하지 말아달라'고 부탁했다고 한다. 나중에 라디오에 나왔을 때 언급하며 괴롭힘. 처음 게스트로 초대되었을 때와 비교하자면 많이 친해진 두 사람이며, 싱글 'a happy life'의 3주 정도 앨범 홍보를 유일하게 육성으로 녹음해 호리에 유이의 라디오에 보냈다.
- 라디오에서 '메굿치'라는 또 다른 인격을(?) 연기하는데 이 메굿치는 귀여운 목소리로 직설적으로 게스트를 괴롭혀 웃음을 준다. 절친한 히다카 노리코의 라디오에서 메굿치로 변신하자 히다카는 진심으로 싫어했다고.
- 가장 인기 있을 때는 라디오 방송국의 청취율 조사 때가 되면 인기 있는 라디오 방송 진행자로서 다른 방송에 게스트 출연도 자주 했다. 본인은 "출장"이라고 불렀다고. 본인이 활동을 자제하게 된 이후에는 이러한 출장은 거의 없어졌다고 한다.
- 신세기 에반게리온이 사회 현상까지 일으키며 큰 인기를 얻고 있을 때, TM 레볼루션의 보컬 니시카와 타카노리가 진행하는 라디오 방송 '니시카와 타카노리의 올 나이트 일본'에 출연. 이것은 니시카와 타카노리 본인이 "꼭 한 번 만나보고 싶은 사람"이라며 자신의 블로그에 소개할 정도로 원하던 만남이었기 때문인지, 두 사람의 토크는 절묘한 조화를 보여서 거의 만담가 수준의 장난과 농담의 공방이 이어졌다고 한다. 또 같은 방송에서 하야시바라가 출연하기 전에 이시다 아키라, 호시 소이치로 등에게 "하야시바라 씨는 어떤 분이죠?"라는 질문을 하자 농담으로 "지옥에서 온 사자"라고 대답하기도 했다고.
- 모닝구 무스메의 전 멤버 '콘노 아사미'가 라디오에서 하야시바라 메구미의 팬임을 밝혔다. 하야시바라 씨가 게스트로 올 수 있도록 엽서 부탁드려요! 라는 공개적인 부탁을 했으나 결과는 신통치 않았던 듯. 2~3회에 걸쳐 슬레이어즈와 하야시바라 메구미에 관한 토크가 이어지자 하야시바라가 녹음한 코멘트를 전달해 일단락되었다.
- 하야시바라가 출산 휴가를 받은 기간 동안, 하트풀 스테이션은 어시스턴트인 호시 소이치로가, 도쿄 부기 나이트는 선배인 히다카 노리코가 진행을 맡기도 했었다. 호시 소이치로만으로는 라디오 진행이 힘들다고 판단한 스탭들이 '워낙 장수한 라디오이니 재밌던 부분만 스페셜로 방송하던가 재방송을 하자'고 건의했지만 하야시바라가 불같이 반대했다. 호시 소이치로를 메인으로 호리에 유이, 이시다 아키라 등의 게스트들을 초대하는 것으로 형식이 변경했다.

## 작가 활동
- 뉴 타입에서 〈하야시바라 메구미의 빰빠라 생활〉이라는 코너를 맡아 에세이를 써냈다. 2009년에 종료.
- 다양한 주제에 관해 에세이를 쓰는 것으로 유명한데, '왕따', '전통 문화', '육아' 등 가벼운 주제부터 무거운 주제까지 자신의 경험이나 지식을 어렵지 않게 풀어놓아 신문에 게재되었다. 특히 육아라는 주제로 신문에서 연재한 적이 있다.
- 총 출판한 책은 10권 이상으로 에반게리온과 관련한 책도 있지만 대부분이 자서전이나 에세이다. 판매 기록도 나쁘지 않은 듯.

## 출연작
굵은 글씨는 주연 및 메인 캐릭터로 활동한 배역이다.

### TV 애니메이션
1986년
- 메종 일각 (유치원생 B, 나나오 요스케, 아츠코, 코이즈미, 타로, 보모 B)

1987년
- 아니메 삼총사 (1화)
- 철가면을 쫓아 『달타냥 이야기』 (샤르메인)
- 레릭 아모르 LEGACIAM (간호사)

1988년
- 오소마츠 군 (토도마츠)
- F (15화)
- 불타라! 언니 (카에데)
- 이키나리 다곤 (메리르)
- 마신영웅전 와타루 (시노비베 히미코)
- 빅쿠리맨 (비조)

1989년
- 에스퍼 마미 (시미즈 사나에)
- 작은 집 오리의 큰 사랑 이야기 집 오리 쿠왁크 (알프레드)
- 천공전기 슈라토 (나라왕 렌게, 미, 히다카 유미코)
- 마동왕 그라조트 (구리구리, 에누마)
- 비리켄 난데모 쇼카이 (유메노 유메코)
- 란마1/2 (여자 란마)
- 기동 경찰 패트레이버 (사쿠라야마 모모코)
- 정글 대제 (레오(유년시대))
- 시티 헌터 3 (모리와키 미스즈)
- 란마 1/2 열투편 (여자 란마, 야구 소년)
- 친푸이 (카스가 에리)
- 신 빅쿠리맨 (메리멘)

1990년
- 평성 천재 바카본 (바카본)
- 츠루히메쟛! (카미나리 코조)
- 캣츠당 닌자전 (에베레스트 1/2호)
- 마신영웅전 와타루 2 (시노비베 히미코)
- 아이돌 천사 어서와요 요우코 (야마모리 사키)
- 마신영웅전 와타루 2 초격투편 (시노비베 히미코)

1991년
- 나는 직각 (후쿠다)
- 긴급 발진 세이버 키즈 (세이라)
- 절대 무적 라이징오 (이즈미 유우, 히메키 루루코, 파르제브, 야마구치 코즈에, 아스카 엄마, 욥파 엄마)
- 쟝켄맨 (아키 코조)
- 요술 공주 밍키 (모모)
- 타이니 돈즈 (스니더)
- 꽃의 마법사 마리벨 (모리)
- 겐지 통신 아게다마 (이하브, 교내 방송 아이)
- 3X3 EYES (파이)

1992년
- 날아라! 앙팡맨 (코무스비 만)
- 우주의 기사 뎃카맨 블레이드 (아키)
- 유☆유☆백서 (소녀 겐카이)
- 초전동 로봇 철인 28호 FX (키쿠치 신야)
- 플랜더스의 개 - 나의 파트라슈 (네로)

1993년
- 무적캡틴 사우루스 (타치바나 히로미, 코즈 에리카, 야마모토 하루에)
- 드래곤 리그 (팜)
- 너무 좋아! 헬로 키티 (키티)

1994년
- 놀자! 헬로키티 (키티)
- 7대양의 티코 (나나미 심슨)
- BLUE SEED (후지미야 모미지)
- D・N・A² ~어딘가에서 잃어버린 그 사람의 그 녀석~ (사에키 토모코)

1995년
- 공상 과학 세계 걸리버 보이 (스틸 배트)
- NINKU -인공- (리호코)
- 황금용자 골드런 (키쿠 히메[6화])
- 슬레이어즈 (리나 인버스)
- 폭렬 헌터 (티라 미스)
- 모자코 (모쟈르)
- 신세기 에반게리온 (아야나미 레이, 이카리 유이, 펜펜, EVA-01, 편의점 손님)
- 돗캉! 로보텐동 (로보텐동)
- 크레용 신짱 스페셜 (크리스 에바트, 접수계)
- 드래곤볼 Z (마인 부우가 만난 장님 소년)
- 공룡 모험기 쥬라트립퍼 (쥬엘)
- 우주에서 온 모자코 (모자르)

1996년
- 슬레이어즈 NEXT (리나 인버스)
- 쾌걸 조로 (이사벨라)
- 소년 산타의 대모험! (마리)
- 집없는 아이 레미 (네리)
- 세이버 마리오넷 J (라이무)
- 크리스마스! 도라에몽 ＆ 도라에몽즈 초스페셜 (왕도라)

1997년
- 포켓 몬스터 (무사시, 사토시의 후시기다네, 피존 → 피존투)
- 슬레이어즈 TRY (리나 인버스)
- 초마신영웅전 와타루 (시노비베 히미코)

1998년
- 만능문화묘냥 (나츠메 아츠코)
- 카우보이 비밥 (페이 발렌타인)
- 로스트 유니버스 (캐널 볼피드)
- 아키하바라 전뇌조 (오오토리 츠바메)
- 시공전초 나스카 (키리타케 유카)
- 영기 -SHADOW SKILL- (에레 라그)
- 루팡 3세 불꽃의 기억 ~TOKYO CRISIS~ (잇시키 마리아)
- 세이버 마리오넷 J to X (라이무)

1999년
- 명탐정 코난 (하이바라 아이, 코이즈미 아카코)
- 가자! 우주 전함 야마모토 요코 (미도 마도카)
- 성방 천사 엔젤 링크스 (마샤)
- 동키콩 (디디콩)
- 마술사 오펜 Revenge (에스페란사)

2000년
- BOYS BE… (치하루)
- 러브 히나 (우라시마 하루카, 타이치 아키코)
- Di Gi Charat 여름 스페셜 2000 (뾰콜라 아날로그 3세)
- 포켓 몬스터 뮤츠! 난 여기에 있다 (무사시, 피카투)
- 무적왕 트라이제논 (우류 카나, 세실)
- Di Gi Charat 크리스마스 스페셜 (뾰콜라 아날로그 3세)
- 러브 히나 크리스마스 SPECIAL! ~사일런트 이브~ (우라시마 하루카)

2001년
- 테일즈 오브 이터니아 THE ANIMATION (마노레 부르카노)
- 러브 히나 봄 스페셜 ~그대 벚꽃이여!~ (우라시마 하루카)
- 세계 명작 극장 완결판 ・ 7대양의 티코 (나나미 심슨)
- Di Gi Charat 꽃놀이 스페셜 (뾰콜라 아날로그 3세)
- 샤먼킹 (코야마 안나, 오파쵸)
- Di Gi Charat 여름 방학 스페셜 (뾰콜라 아날로그 3세)

2002년
- 파뇨파뇨 디지 캐럿 (뾰콜라 아날로그 3세)
- 건방진 천사 (아마츠카 메구미)
- 아침 안개의 무녀 (히에다 쿠라코)
- 포켓 몬스터 어드밴스 제너레이션 (무사시, 포켓몬 도감)
- 주간 포켓몬 방송국 (무사시)

2003년
- 디지캐럿뇨 (뾰콜라 아날로그 3세)
- 아스트로 보이 무쇠팔 아톰 (이성인)
- 탐정학원 Q (시게다 쿠미)
- 타카하시 루미코 극장 (카케히, 아사카와 유키에, 쇼헤이)
- 돌격!! 크로마티 고교 (마데아 엄마, 뾰콜라 아날로그 3세)

2004년
- 공각 기동대 S.A.C. 2nd GIG (PPV) (아사기, 테레지아)

2005년
- 공각 기동대 S.A.C. 2nd GIG (日テレ) (아사기, 테리지아)

2006년
- 이누카미! (카와히라 카요노)
- 우에키의 법칙 (우에키 하루코)
- 포켓 몬스터 다이아몬드 & 펄 (무사시, 신지 → 사토시의 히코자루)
- 키티즈 파라다이스 PLUS 内 헬로 키티 사과 숲의 판타지 (키티)

2007년
- 학원 유토피아 마나비 스트레이트! (세이오 학원장의 학생 시절)
- 키티즈 파라다이스 PLUS 内 헬로 키티 사과 숲의 미스터리 (키티)
- 키티즈 파라다이스 PLUS 内 헬로 키티 사과 숲과 패러렐 타운 (키티)

2008년
- 슬레이어즈 REVOLUTION (리나 인버스)

2010년
- 포켓 몬스터 베스트 위시! (사토시의 츠타쟈, 무사시)

2011년
- 청의 엑소시스트 유리 에긴

2013년
- 포켓 몬스터 XY (세레나의 폭코 → 테루나, 무사시)

2014년
- 원피스 (레베카)
- 포켓 몬스터 XY (티에르노의 제니가메,티에르노의 라이츄)
- 소드 아트 온라인 2기 (유우키 쿄코)

2016년
- 포켓 몬스터 썬 & 문 (사토시의 모쿠로, 무사시)

2017년
- 포켓 몬스터 썬 & 문 (사토시의 이왕코)

2019년
- 포켓 몬스터 W (고우의 히바니, 무사시)

### OVA
1986년
- 프로젝트 A (우메)

1987년
- 디지털 데빌 이야기 - 여신 전쟁 (카노우 후유키)
- 대마수 격투 강철의 귀신 (오퍼레이터)

1988년
- 버블검 크라이시스 VOL. 5 MEGA TOKYO 2033 : MOONLIGHT RAMBLER (나므)

1989년
- RIDING BEAN (캐리)
- 기동 전사 건담 0080 -주머니 속의 전쟁 (크리스티나 맥켄지)
- ARIEL (키시다 카즈미)
- 마신영웅전 와타루 - 마신산편 (히미코)
- 붓치기리 (나카모리 루에)
- 노리피쨩 (노리피)
- 갸라가 (키나)

1990년
- 왼쪽의 오'클락！？ (마키)
- 압인!! 공수부 (모모치요)
- 가듀린 (캐서린)
- 사랑과 검의 캐매롯트 - 만화가 마리나 타임슬립 사건 (이케다 마리나)
- SD 건담 외전 - 지크 지온편 (마도사 라라)
- 마동왕 그랑조트 - 최후의 매지컬 대전 (구리구리)
- 란마 1/2 열투 가합전 (여자 란마)

1991년
- 사무 라이더 (유미코)
- 3×3 EYES (파이, 펄바티 4세)
- 천공 전기 슈라토 - 창세에의 암투 (나라왕 렌게)
- IZUMO (나비)
- 초막말 소년 세기 다카마루 (무가 아루사에몬)
- 1월에는 Christmas (타치노 미즈키)

1992년
- 만능 문화 묘랑 (나츠메 아츠코)
- 사무 라이더 (유미코)
- 전영 소녀 -VIDEO GIRL AI- (아마노 아이)
- 마동왕 그랑조트 모험편 (구리구리)
- 절대 무적 라이징 오 (이즈미 유우, 히메키 루루코, 파르제브)
- 신 초막말 소년 세기 다카마루 (무가 아루사에몬)
- 네코 히키노 오르오라네 (이루이네도)

1993년
- 요술 공주 밍키 - 꿈에 걸린 다리 (모모)
- 유성기 가쿠세이버 (아키시마 사토미)
- NG 기사 라무네 & 40 DX 두근두근 시공 불꽃의 대수사전 (골드 마운틴)
- BAD BOYS (요시모토 쿠미)
- 블랙잭 진료 차트 II 「장례 행렬 유희」 (후지나미 리에)
- 마신영웅전 와타루 -끝없는 시간의 이야기- (히미코)
- 란마 1/2 (여자 란마)

1994년
- 요술 공주 밍키 - 여행의 역 (모모)
- 우주의 기사 뎃카맨 블레이드 II (아키)
- 마크로스 플러스 (루시)
- 란마 1/2 SPECIAL (여자 란마)
- BOUNTY DOG / 월면의 이브 (쇼코 우즈키)

1995년
- 3×3 EYES ~성마 전설~ (야마노 코우지 파이, 펄바티 4세)
- 영기 -SHADOW SKILL- (에레 라그)
- COMPILER FESTA (텐도 메구미)
- SM 걸즈 세이버 마리오넷 R (라이무)

1996년
- 가자! 우주 전함 야마모토 요코 (미도 마도카)
- 영기 -SHADOW SKILL- (에레 라그)
- 상남 2인조! 4권 「사신 사냥」 (나가세 나기사)
- 슬레이어즈 스페셜 (리나 인버스)
- 원조 폭렬 헌터 (티라 미스)
- BLUE SEED 2 (후지미야 모미지)

1997년
- 정글에 (DE) 가자! (온고)
- 가자! 우주 전함 야마모토 요코 II (미도 마도카)
- 또 다시 세이버 마리오넷 J (라이무)
- 슬레이어즈 엑설런트 (리나 인버스)

1998년
- 퀸 에메랄드스 (우미노 히로시)
- 만능 문화 묘낭 DASH! (나츠메 아츠코)

1999년
- 라이딩 빈 (캐리)

2000년
- 명탐정 코난 『코난vs키드vs야이바 ~보도 쟁탈 대결전!!~』 (하이바라 아이, 코이즈미 아카코)

2002년
- 명탐정 코난 『16명의 용의자?!』 (하이바라 아이)
- 러브 히나 Again (우라시마 하루카)

2003년
- Di Gi Charat 극장 피요코에게 맡겨 표! (뾰콜라 아날로그 3세)
- 양의 노래 (타카시로 치즈나)
- 불존 (코야마 안나)

2005년
- 명탐정 코난 『표적은 코고로!! 소년 탐정단의 극비 조사』 (하이바라 아이)

2007년
- 명탐정 코난 『아가사로부터의 도전장! 아가사 VS 코난, 소년 탐정단』 (하이바라 아이)

2008년
- 명탐정 코난 『여고생 탐정 스즈키 소노코의 사건부』 (하이바라 아이)

2009년
- 명탐정 코난 『10년 후의 이방인』 (하이바라 아이)

### 극장판 애니메이션
1986년
- 프로젝트 A (우메)
- 천공의 성 라퓨타 (푸른 옷의 부인, 비행선 안의 부인, 로봇병 떨어지는 회상 장면의 노부)

1989년
- 오소마츠 군 (토도마츠)
- 기동 경찰 패트레이버 the Movie (기상 캐스터)
- 기동 전사 SD 건담의 역습 무사 건담 방문 태풍을 부르는 학원제 (크리스)

1990년
- 친푸이 에리님의 활동 대사진 (카스가 에리)
- 헬로 키티의 엄지 공주 (키티 화이트)

1991년
- 무사 기사 커맨드 SD 건담 긴급 출격 (리프린)
- 헬로 키티의 마법 숲의 공주님 (키티 화이트)
- 란마 1/2 중국 침곤륜 대결전! 규율 깨뜨리기 격투편!! (여자 란마)

1992년
- 달려라 메로스 (크레아)
- 란마 1/2 결전 도환향! 신부를 되찾아라!! (여자 란마)
- YAWARA! 자 가자 무기력한 애들아!! (스즈키 타케유키)

1994년
- 헤이세이 너구리 전쟁 폼포코 (사스케)
- 모두 모여라! 호빵맨 월드 코무스비 만과 축제 로봇 (코무스비 만)
- 눈을 건너서 (시로)
- 란마 1/2 초무차별 결전! 란마팀 VS 전설의 봉황 (여자 란마)
- 극장판 미소녀전사 세일러문 S (나요타케 히메코)
- 마크로스 플러스 -무비 에디션-

1995년
- 도라에몽 - 노비타의 창세 일기 (논비, 노비코, 비다노)
- NINKU -인공- (리호코)
- 슬레이어즈 (리나 인버스)
- 마크로스 플러스 (루시 마크미란)

1996년
- 헬로 키티의 모두의 숲을 지켜라~ (키티)
- 도라미 & 도라에몽즈 - 로봇 학교 일곱가지 불가사의!? (왕도라)
- 극장판 천지 무용! in LOVE (마사키 아치카)
- 슬레이어즈 RETURN (리나 인버스)

1997년
- 더☆도라에몽즈 괴도 도라팡의 수수께끼 도전장! (왕도라)
- 신세기 에반게리온 극장판 DEATH & REBIRTH 시트 신생 (아야나미 레이)
- 엘마의 모험 (보리스)
- 신세기 에반게리온 극장판 THE END OF EVANGELION Air / 진심을 너에게 (아야나미 레이)
- 슬레이어즈 Great (리나 인버스)

1998년
- 더☆도라에몽즈 무시무시 뿅뿅 대작전! (왕도라)
- 신세기 에반게리온 DEATH (TRUE) 2 / Air / 진심을 너에게 (아야나미 레이)
- 극장판 포켓몬스터 - 뮤츠의 역습 (무사시)
- 피카츄의 여름 방학 (후시기다네)
- 기동 전함 나데시코 -The prince of darkness- (히사 공)
- 슬레이어즈 Gorgeous (리나 인버스)

1999년
- 더☆도라에몽즈 이상한 과자 이상해? (왕도라)
- 명탐정 코난 - 세기 말의 마술사 (하이바라 아이)
- 극장판 포켓몬스터 - 환상의 포켓몬 루기아 폭탄 (무사시)
- 피카츄 탐험대 (후시기다네)
- 아키하바라 전뇌조 2011년 여름 방학 (오오토리 츠바메)
- 카드 캡터 사쿠라 (마도사)

2000년
- 더☆도라에몽즈 두근두근 기관차 대폭주! (왕도라)
- 명탐정 코난 - 눈동자 속의 암살자 (하이바라 아이)
- 극장판 포켓몬스터 - 결정 탑의 제왕 ENTEI (무사시)
- 피츄와 피카츄 (후시기다네)
- 바다의 오로라 (노라)

2001년
- ONE PIECE - 네지마키섬의 모험 (하니 퀸)
- 도라미 & 도라에몽즈 - 우즈 랜드 위기일발! (왕도라)
- 뱀파이어 헌터 D (레일라 마커스)
- 명탐정 코난 - 천국으로의 카운트 다운 (하이바라 아이)
- 극장판 포켓몬 - 세리비 시간을 초월한 만남 (무사시)
- 피카츄의 두근두근 숨바꼭질 (후시기다네)
- 카우보이 비밥 천국의 문 (페이 발렌타인)
- 샴 고양이 퍼스트 미션 (쥰)
- 슬레이어즈 Premium (리나 인버스)
- 극장판 Di Gi Charat - 별의 여행 (뾰콜라 아날로그 3세)

2002년
- 명탐정 코난 - 베이커가의 망령 (하이바라 아이)
- 극장판 포켓몬 - 물의 도시 라티아스와 라티오스 (무사시, 라티아스)
- 피카피카 별하늘 캠프 (고마조우)

2003년
- 명탐정 코난 - 미궁의 십자로 (하이바라 아이)
- 극장판 포켓몬 어드밴스 제너레이션 - 7일 밤의 소원성 지라치 (무사시, 아브소르)
- 춤추는 포켓몬 비밀 기지 (미즈 고로우)

2004년
- 도라에몽 - 노비타의 완냥 시공전 (이치)
- 명탐정 코난 - 은빛 날개의 마술사 (하이바라 아이)
- 극장판 포켓몬 어드밴스 제너레이션 - 열공의 방문자 데오키시스 (무사시)

2005년
- 명탐정 코난 - 수평선상의 음모 (하이바라 아이)
- 극장판 포켓몬 어드밴스 제너레이션 - 뮤와 파도의 용자 루카리오 (무사시)

2006년
- 명탐정 코난 - 탐정들의 진혼가 (하이바라 아이)
- 파프리카 (치바 아츠코)
- 극장판 포켓몬 어드밴스 제너레이션 - 포켓몬 레인저와 창해의 왕자 마나피 (무사시)

2007년
- 에반게리온 신 극장판 : 서 (아야나미 레이)
- 극장판 포켓몬 다이아몬드 & 펄 - 디아루가 VS 파루키아 VS 다크라이 (무사시)
- 명탐정 코난: 감벽의 관 (하이바라 아이)
- 쥐 이야기 ~조지와 제랄드의 모험~ (제랄드)

2008년
- 하이 랜더 -디렉터스 컷트판- (카라)
- 명탐정 코난 : 전율의 악보 (하이바라 아이)
- 극장판 포켓몬 다이아몬드 & 펄 - 기라티나와 얼음 하늘의 꽃다발 셰이미 (무사시)

2009년
- 에반게리온 신 극장판 : 파 (아야나미 레이)
- <아스트로 보이 : 아톰의 귀환> (코라)
- 명탐정 코난 - 천공의 난파선 (하이바라 아이)

2010년
- 마르두크 스크램블 압축 (룬 바롯)

2011년
- 마르두크 스크램블 연소 (룬 바롯)

2012년
- 에반게리온 신 극장판 : Q (아야나미 레이)
- 늑대 아이 (소헤이 엄마)
- 마르두크 스크램블 배기 (룬 바롯)
- 쾌걸 조로리의 대대대대모험 (아리우스)

2016년
- 명탐정 코난 에피소드 “원” 작아진 명탐정 (미야노 시호)

2017년
- 명탐정 코난 : 진홍의 연가 (하이바라 아이)

2019년
- 명탐정 코난 : 감청의 권 (하이바라 아이)
- 극장판 포켓 몬스터 뮤츠의 역습 EVOLUTION (무사시)

2020년
- 극장판 포켓 몬스터 코코 (무사시)

2021년
- 명탐정 코난: 비색의 부재증명 (하이바라 아이)

2022년
- 명탐정 코난: 할로윈의 신부 (하이바라 아이 / 미야노 시호)

2023년
- 명탐정 코난: 흑철의 어영 (하이바라 아이)

2024년
- 포켓몬스터: 성도지방 이야기, 최종장 (로사)
- 명탐정 코난: 100만 달러의 오릉성 (하이바라 아이)

### 게임
1998년
- 루나 2 이터널 블루 (레미나 오사)

2004년
- 샤이닝 티어즈 (브랑네쥬, 메이플)

2011년
- 파이널 판타지 영식

2017년
- 뉴 단간론파 V3 : 모두의 살인 신학기 (사이하라 슈이치)

### 드라마 CD
- ARIA (아이카 S. 그란체스타, 아리아 사장)

## 극우 발언 논란
| で いいんだろうか 本当に心配になって来ました 以下変更 私が韓国YouTuberさんを取り上げたら 韓国の友人から連絡がありました。 今、韓国は国内で右派、左派で対立があり貴方が右派を支持するみたいにとれる発言は左派が悲しむ。また逆に左派を支持するような発言をしたら右派が悲しむ。『いらぬ争いに火をつける事になる』と怒られました。『部外者』である私が安易に取り上げてしまう事で悲しむ人がいるとゆー事実 今更だし、さらに火を注ぐ事に なるかもだけれど傷ついた人が いたならごめんなさい。 その部分を割愛しました。 既に傷ついてしまった人に 手は伸ばせないけれど これ以上傷つく人が増えないように。 こんな狭い文章では伝わらないと思う けれど、声を上げる事すら冷ややかに 日本が日本に［無関心］な事が とにかく悲しいと伝えたかった 米が無い？？？？ 日本に？？？ 一部の海外留学生に無償で補助 日本の学生は奨学金(返さないといけないから 平たく言うと借金ね) に繋がる曲がった真実 人任せじゃなく ちゃんと選挙に行かなくちゃいけない 『どうせ』とか『変わらない』は 使ってる場合じゃないとこに 来てしまっていると思う このままだと 日本の日本らしさが マナーも、態度も、技術も もしかしたら、表現の自由としての アニメも(＞人＜;) そんな中 一部のマナーの無い民泊の人や 『譲る』を知らない海外観光客や 京都の竹削ってしまったりする人もいる 規制を持たないと、 そこはしっかり日本人と同等に 取り締まらないといけない ※一部過激な表現とし削除 上記の様な方を例えるのに使ったのだけど 関係の無い方々を傷つけてしまいました。 学びます。(^^)教えてくれてありがとう 例えば並んで買う、 とゆー暗黙のルールが損しちゃう世界になる どこか特定の国を否定している訳じゃない 日本の税金は『まずは』 税金を納めた人達へ(納めた在日外国人は勿論含む) 日本の［被災地］に 今日本を支えている学生に使って欲しいと 思うのは排外主義と言われるのかしら 日本の中が疲弊したら［おもてなし］もできなくなる 裏金の方が酷いし問題だけど とにかく、選挙権がある人は(18歳からね) 今一度、その権利を考えて欲しいと言いたかった やはり政治的な発言は、難しい | 괜찮은 걸까... 정말 걱정이 되기 시작했어요. ※ 아래는 수정된 내용입니다. 제가 한국 유튜버 분을 다뤘더니 한국 친구에게서 연락이 왔습니다. 지금 한국은 국내에서 보수와 진보의 대립이 심해서, 제가 보수 쪽을 지지하는 것처럼 들리면 진보 쪽 사람들이 상처받고, 반대로 진보 쪽을 지지하는 것처럼 들리면 보수 쪽이 상처받는다고 했어요. "쓸데없는 갈등에 불을 붙이는 일이 될 수 있다"며 혼났습니다. ‘외부인’인 제가 쉽게 언급함으로써 상처받는 사람이 있다는 사실. 이미 지나간 일이지만, 이 일로 또다시 논란을 키우는 일이 될지도 모르겠지만 혹시 상처받은 사람이 있었다면 정말 미안합니다. 그 부분은 삭제했습니다. 이미 상처를 받은 사람에게는 손을 내밀 수 없지만, 더 이상 상처받는 사람이 생기지 않길 바라는 마음입니다. 이런 짧은 글로는 다 전해지지 않겠지만, 목소리를 내는 것조차 차갑게 받아들여지는 ‘일본이 일본에 무관심한’ 그 현실이 그저 슬플 뿐이라는 걸 전하고 싶었어요. 쌀이 없다고??? 일본에??? 일부 해외 유학생에게는 무상 지원, 일본 학생들은 장학금이라는 이름의 ‘갚아야 하는’ 빚. 그런 왜곡된 현실. 남한테 맡기지 말고 스스로 선거에 꼭 참여해야 해요. "어차피"나 "달라지지 않아" 같은 말은 이제 쓸 때가 아니라고 생각합니다. 이대로 가면 일본다움—매너도, 태도도, 기술도, 그리고 표현의 자유로서의 애니메이션조차 위태로워질지 몰라요. (＞人＜;) 그런 가운데 매너 없는 민박 이용자나 양보를 모르는 일부 외국인 관광객, 심지어 교토의 대나무를 훼손하는 사람도 있어요. 이런 경우에는 제대로 규제를 두고, 일본인과 똑같이 단속해야 한다고 생각합니다. ※ 일부 과격한 표현은 삭제했습니다. 위와 같은 예시로 특정인을 언급했는데, 관련 없는 분들께 상처를 드렸습니다. 배우겠습니다. ^^ 알려줘서 고마워요. 예를 들어, 줄 서서 사는 문화라는 암묵적인 룰이 손해보는 세상이 되어버릴지도 몰라요. 어느 특정 국가를 비난하려는 게 아닙니다. 일본의 세금은 ‘우선은’ 세금을 낸 사람들에게 (세금을 낸 재일 외국인도 물론 포함) 그리고 일본의 [피해 지역]이나 지금 일본을 지탱하고 있는 학생들에게 사용되길 바란다는 생각이 배타주의로 보일까요? 일본 내부가 무너져버리면 ‘오모테나시’도 할 수 없게 돼요. 뒷돈 문제가 더 심각하고 더 큰 문제지만... 어쨌든, 선거권이 있는 사람은 (18세부터예요) 그 권리를 한 번 더 진지하게 생각해줬으면 좋겠어요. 역시 정치적인 발언은 어렵네요. |

| がない、わからない、知らない で いいんだろうか 本当に心配になって来ました。 以前から 幸せなネタや海外旅行や美味しいご飯や あれこれYouTubeを見ていました デボちゃん キバルン ジェホ君を見つけました。 楽しい旅行もさせてもらった おとなり韓国での事です。 日本の『テレビ』も伝えない現場の声 をずっと命をかけて伝えていました。 韓国のテレビと 日本のテレビも放送しない内容もありました。 今、日本でも起きている 怖い事に繋がる まさかの報道規制 米が無い？？？？ 日本に？？？ 一部の海外留学生に無償で補助 日本の学生は奨学金(返さないといけないから 平たく言うと借金ね) に繋がる曲がった真実 お隣の国で 必死に配信している子達 いつもは面白い、韓国トレンドを、キャーキャー 教えてくれているきばるん スマートでわかりやすい解説のジェホ君 だれ？何？なんのこっちゃ？ だよね。実際『陰謀論』とも言われているし 気になる人は探って見て下さい 『自分の目』で判断してください。 結果はどうあれ自分の信念で 発信していた 人任せじゃなく ちゃんと選挙に行かなくちゃいけない 『どうせ』とか『変わらない』は 使ってる場合じゃないとこに 来てしまっていると思う このままだと 日本の日本らしさが マナーも、態度も、技術も食糧も消えてしまう もしかしたら アニメも(＞人＜;) もちろん在日の人の中には本当に日本を愛して くれている人も沢山、沢山います。 友達もいます！帰化した人もいます！ そんな中 一部のマナーの無い民泊の人や 『譲る』を知らない海外観光客や 京都の竹削ってしまったりする人もいる 規制を持たないと、作らないとやばい 日本ザリガニが あっという間に外来種に喰われちゃったみたいに なってしまう。 並んで買う！ルールが損しちゃう事になる どこか特定の国を否定している訳じゃない 日本の税金は『まずは』 税金を納めた 日本の［被災地］に 日本の学生に使って欲しいと 思うのは排外主義と言われるのかしら 中が疲弊したら［おもてなし］もできなくなる 裏金の方が酷いし問題だけど | 관심 없다, 모르겠다, 알지 못한다 라고 해도 괜찮을까요? 정말로 걱정되기 시작했습니다. 예전부터 행복한 이야기나 해외여행이나 맛있는 음식 등 이것저것 유튜브를 보고 있었습니다. 데보짱 기바룽 제호 군을 알게 되었습니다. 즐거운 여행도 했던 옆나라 한국에서의 일입니다. 일본의 'TV'도 전하지 않는 현장의 목소리를 계속 목숨 걸고 전하고 있었습니다. 한국의 TV와 일본의 TV도 방송하지 않는 내용도 있었습니다. 지금 일본에서도 일어나고 있는 무서운 일과 연결되는 설마 했던 보도 통제 쌀이 없다고요???? 일본에???? 일부 해외 유학생에게 무상 보조 일본 학생은 장학금(갚아야 하니 쉽게 말해 빚이죠) 으로 이어지는 왜곡된 진실 옆나라에서 필사적으로 방송하는 아이들 평소에는 재미있는 한국 트렌드를 꺄르르 웃으며 알려주는 기바룽 스마트하고 알기 쉬운 해설의 제호 군 누구? 뭐야? 무슨 소리야? 맞죠. 사실 '음모론'이라고도 불리고 궁금한 사람은 찾아보세요 '자신의 눈'으로 판단하세요. 결과가 어떻든 자신의 신념으로 발신하고 있었습니다. 다른 사람에게 맡기지 않고 제대로 선거에 가야 합니다. '어차피'라든가 '변하지 않는다'는 쓰고 있을 때가 아니라는 곳에 와버린 것 같습니다. 이대로라면 일본의 일본다움이 매너도, 태도도, 기술도 식량도 사라져 버립니다. 어쩌면 애니메이션도(＞人＜;) 물론 재일 동포 중에는 정말로 일본을 사랑하는 사람도 많이, 많이 있습니다. 친구도 있습니다! 귀화한 사람도 있습니다! 그런 가운데 일부 매너 없는 민박 손님이나 '양보'를 모르는 해외 관광객이나 교토의 대나무를 깎아 버리는 사람도 있습니다. 규제를 두지 않으면, 만들지 않으면 위험합니다. 일본 가재가 눈 깜짝할 사이에 외래종에게 먹혀버린 것처럼 되어 버립니다. 줄 서서 사는! 규칙이 손해 보는 일이 됩니다. 어떤 특정 국가를 부정하는 것이 아닙니다. 일본의 세금은 '우선' 세금을 낸 일본의 [재해 지역]에 일본 학생들에게 사용했으면 한다고 생각하는 것이 배타주의라고 불리는 걸까요? 안이 피폐해지면 [환대]도 할 수 없게 됩니다. 비자금이 더 심하고 문제지만 |

2025년 6월 8일, 본인의 블로그에 일본 극우 논조의 차별 발언을 게시하여 논란이 되었다.
1. ↑  https://ameblo.jp/megumi--hayashibara/entry-12909215839.html